# 天主教耕莘醫療財團法人

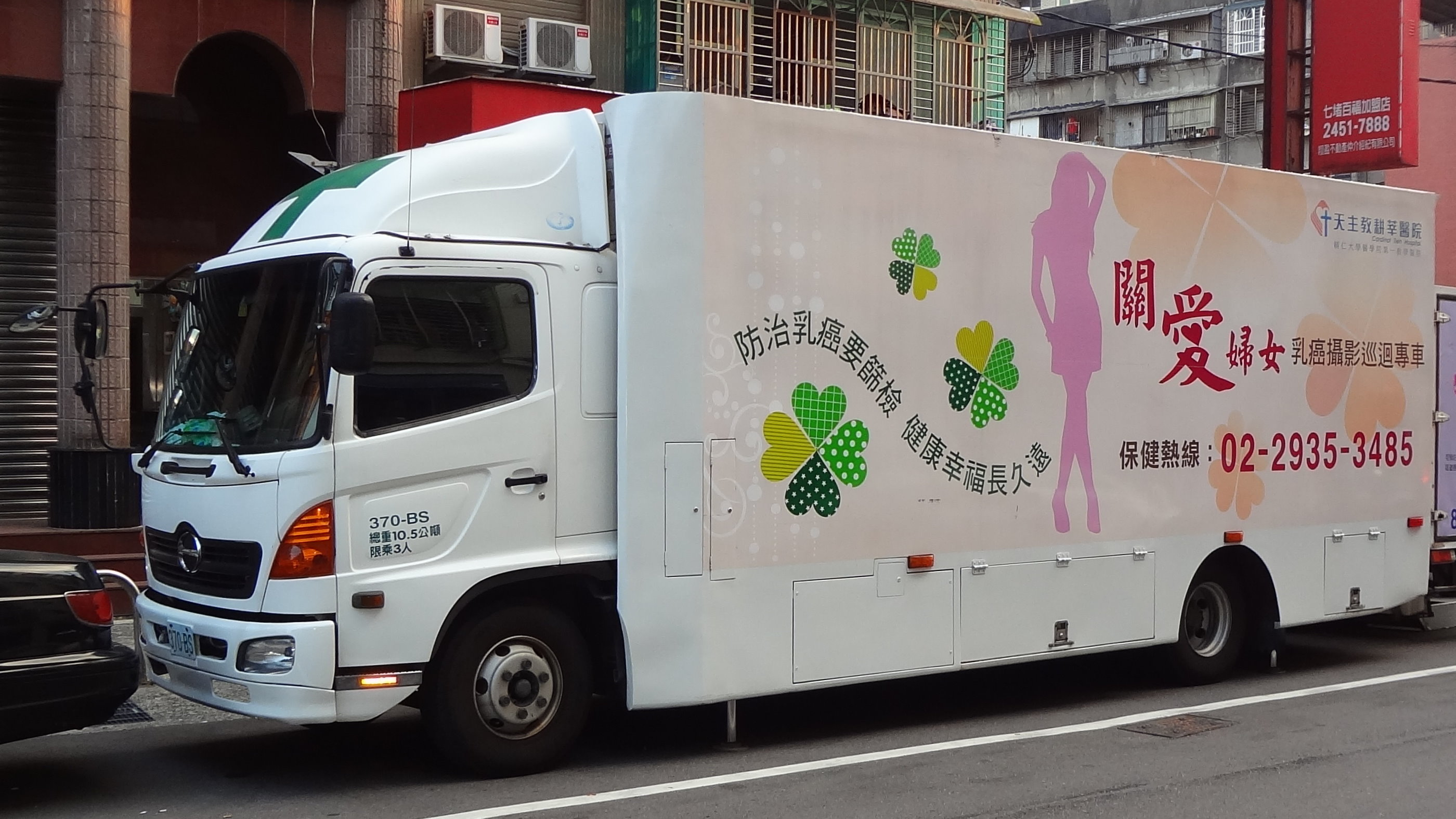
財團法人天主教耕莘醫院乳癌攝影巡迴專車

天主教耕莘醫療財團法人，係由財團法人天主教會台北教區捐助設立的公益法人，設立時名為財團法人天主教耕莘醫院，2013年12月31日更名為天主教耕莘醫療財團法人。其最先設立的醫療機構，係由樞機主教田耕莘於新北市新店區籌建的耕莘醫院。此外於永和區設有永和耕莘醫院。

## 耕莘醫院

### 地址
- 新北市新店區百和里14鄰中正路362號

### 歷史
1961年間，遠東地區第一位樞機主教田耕莘，有鑑於新店地區日益發達、醫療資源卻亟感缺乏，積極籌建一個現代化醫療院所。因天主教台北總教區經費有限，田耕莘向海內外募款，獲得西德天主教救濟會及西德政府輔助開發地區經援會資助，終於得以創立醫院。1966年2月，田耕莘因病逝世，主教羅光受教宗任命為台北教區總主教，擔負起建院之責任，並在溫中祥、王文升及施予仁等神父大力協助下，於1968年10月22日正式開幕，為了紀念田耕莘，命名為「耕莘醫院」。1998年10月15日，與輔仁大學簽約，作為輔仁大學醫學院第一教學醫院，亦為臺大醫院之建教合作醫院之一。

### 歷任院長
| 任別 | 姓名                          | 任期                                |
| ---- | ----------------------------- | ----------------------------------- |
| 1    | 施予仁神父（Bartley Schmitz） | 1968年10月28日－1969年4月           |
| 2    | 狄剛神父                      | 1969年4月－1971年5月                |
| 3    | 袁君秀神父                    | 1971年5月－1985年10月22日           |
| 4    | 姚宗鑑蒙席                    | 1985年10月22日 1－1990年1月1日      |
| 5    | 陸幼琴修女/醫師               | 1990年1月1日－2004年7月15日         |
| 6    | 陳之凱醫師                    | 2004年7月15日－2010年6月30日        |
| 7    | 鄧世雄醫師                    | 2010年7月1日－2015年2月28日         |
| 8    | 林恒毅醫師                    | 2015年3月1日－2015年6月30日代理院長 |
| 9    | 馬漢光醫師                    | 2015年3月1日－2018年6月30日         |
| 10   | 林恒毅醫師                    | 2018年7月1日－2023年6月30日         |
| 11   | 鄒繼群醫師                    | 2023年7月1日－                      |

#### 耕莘醫院安康院區

##### 地址
- 新北市新店區德安里19鄰車子路15號

##### 歷史
長期以來，新店安坑地區醫療資源相對不足，因此當地居民很早就有『設立中大型綜合醫院』之期望與呼聲；興建安康院區，將能增進當地居民就醫之便利性，1994年起規劃籌建新店安康院區。歷經20年之籌設，於2014年3月28日正式啟用。耕莘醫院安康院區的院址在新北市新店區車子路15號，首任院區院長為身兼耕莘醫院執行副院長的林恒毅醫師。
搭乘捷運
- 安坑輕軌：新北捷運系統安坑輕軌K04站/耕莘安康院區站。

#### 耕莘診所附設新店央北社區長照機構

##### 地址
- 新北市新店區中山路137號2樓(央北社會住宅B棟)

##### 搭乘捷運
- 環狀線：台北捷運系統環狀線Y08站/十四張(莊敬高職)站。
- 安坑輕軌：新北捷運系統安坑輕軌K09站/十四張(莊敬高職)站。

##### 歷史
- 耕莘診所附設新店央北社區長照機構試營運於2022年4月6日，耕莘診所附設新店央北社區長照機構正式啟用於2022年4月13日(三)下午13:30。

## 永和耕莘醫院

### 地址
- 本院：新北市永和區中興街80號
- 急診室附設住院部：新北市永和區永興里22鄰國光路123號

### 歷史
1959年，聖母聖心傳教修女會於臺北市大埔街成立一家小診所。1962年5月1日，在萬華東園街成立一所名為「聖若瑟醫院」的婦幼醫院，由聖母聖心傳教修女會比利時籍修女趙懷仁（Bomans Helena Maria）擔任院長。最初只有一個美籍醫師轉贈的嬰兒保溫箱，後來逐漸增加為四、五十個保溫箱，早期曾有一個保溫箱同時安置兩、三名早產兒，全院收治的早產兒最多曾有兩百名，是當時全台灣最大的早產兒保溫加護中心。 1981年，聖母聖心修女會因「聖若瑟醫院」院區日顯狹小，已無法滿足該地區的醫療需求，向台北教區總主教賈彥文提出合作計劃，由修會撥出永和中興街土地及部份基金，興建七層之醫療大樓，於1983年7月正式落成，並命名為「耕莘醫院永和分院」，院址為新北市永和區中興街80號。由耕莘醫院院長袁君秀神父出任院長，趙懷仁則轉任護理部主任。2007年4月醫療大樓落成啟用，2013年12月配合耕莘醫院改制，更名為永和耕莘醫院。

### 搭乘捷運
- 中和新蘆線：台北捷運系統中和新蘆線（中和線）O04站/頂溪站。

### 歷任院長
| 任別 | 姓名            | 任期                         |
| ---- | --------------- | ---------------------------- |
| 1    | 袁君秀神父      | 1983年7月－1985年10月22日    |
| 代理 | 姚宗鑑神父      | 1985年10月22日－1990年1月1日 |
| 2    | 陸幼琴修女/醫師 | 1990年1月1日－1990年7月1日   |
| 3    | 鄧世雄醫師      | 1990年7月1日－2009年6月30日  |
| 4    | 馬漢光醫師      | 2009年7月1日－2015年6月30日  |
| 5    | 鄒繼群醫師      | 2015年7月1日－2023年7月1日   |
| 6    | 趙嘉倫醫師      | 2023年7月1日－               |